# Pompstation Heytgracht

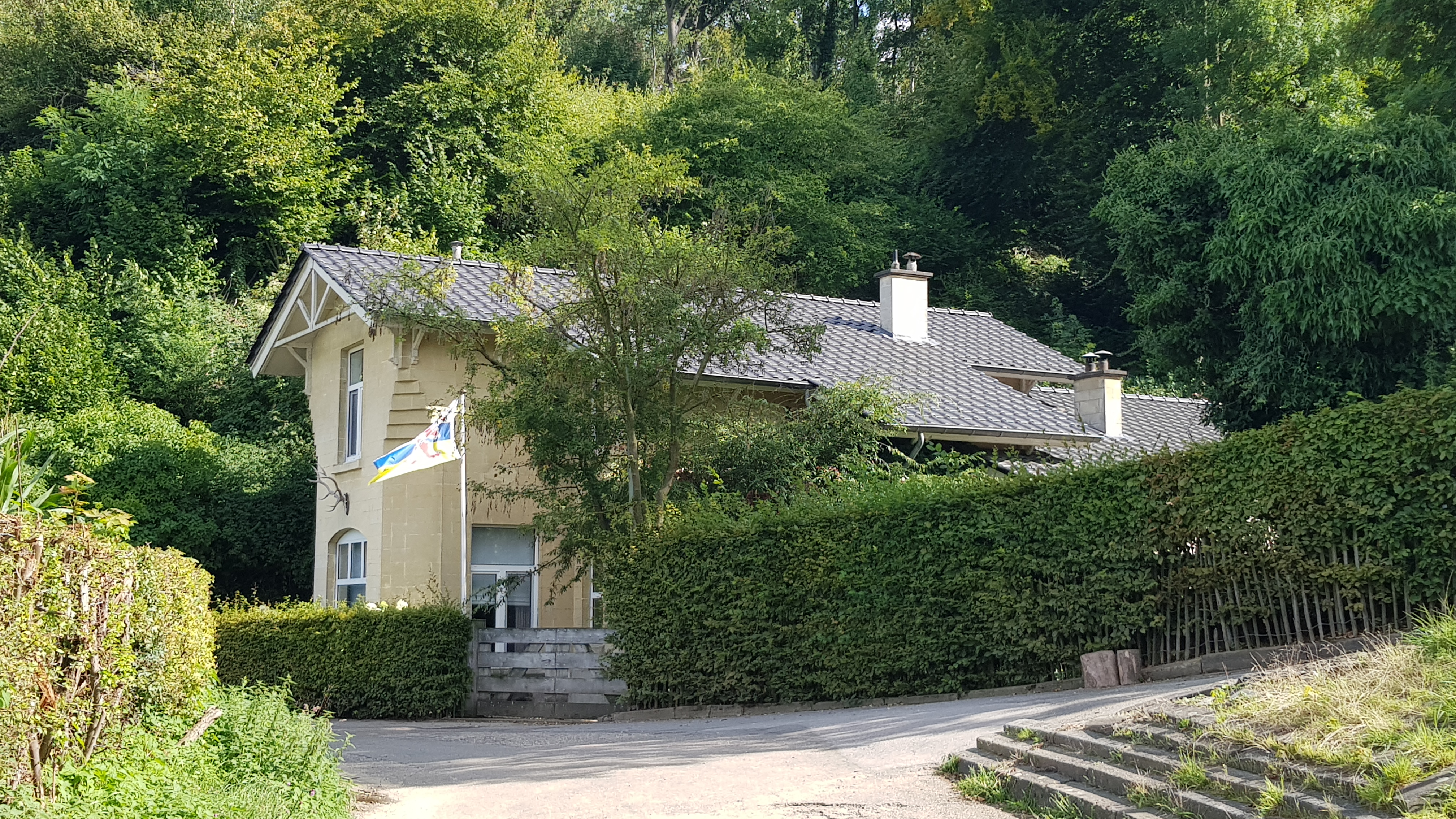
Pompstation Heytgracht

Het Pompstation Heytgracht of Captering Heitgracht is een Limburgse mergelgroeve (een putgroeve) en waterpompstation voor drinkwater in Nederlands Zuid-Limburg in de gemeente Valkenburg aan de Geul. De ondergrondse kalksteengroeve ligt bij buurtschap Plenkert ten westen van Valkenburg aan de Plenkertstraat en het Heytgrachtvoetpad. De groeve ligt aan de noordwestelijke rand van het Polferbos op de noordelijke rand van het Plateau van Margraten in de overgang naar het Geuldal. Ter plaatse duikt het plateau een aantal meter steil naar beneden.
Op ongeveer 30 meter naar het westen ligt de Groeve Einde Plenkertweg, op ongeveer 30 meter naar het zuiden de Carolusgroeve en op ongeveer 600 meter naar het westen de Viltergroeve.

## Geschiedenis
In eerste instantie begon de waterwinning hier in een privé-put.
In 1904 werd het pompstation als centrale drinkwatervoorziening in gebruik genomen om in het Geuldal de bevolking van drinkwater te voorzien. In die tijd was een dergelijke voorziening een grote luxe en er waren toen ook nog maar weinig aansluitingen. Eveneens was de capaciteit van het pompstation beperkt in kubieke meters.
In 1934 werd het waterpompstation fors uitgebreid om zo de capaciteit op te voeren, maar dat lukte niet heel erg goed
In juli 1988 werd de waterwinning in Pompstation Heytgracht beëindigd, omdat er in het water trichloorethaan en andere gechloreerde koolwaterstoffen werden aangetroffen die de maximaal aanvaardbare normen overschreden. Sindsdien is het pomphuis buiten gebruik en wordt het gebouw enkel nog als woonhuis gebruikt.

## Groeve
Pompstation Heytgracht bestaat uit een mergelstenen gebouw dat bestaat uit een woonhuis aan de voorzijde met erachter het eigenlijk pompgebouw. Het gebouw is gebouwd bovenop een gangenstelsel waarin drinkwater verzameld werd op een in Nederland zeldzame methode. Water dat door de kalksteen sijpelde werd opgevangen in geleidelijk omlaag lopende galerijen die in de kalksteen waren uitgehakt.
Oorspronkelijk waren het twee gangen die samen een lengte hadden van ongeveer 20 meter. Waar de twee gangen samen kwamen bevond zich de put van het pompstation. Een eerste uitbreiding vond plaats door ongeveer haaks op de oostelijke gang in zuidelijke richting een ongeveer 15 meter lange galerij aan te leggen. Met de grootste uitbreiding van 1934 werd vanuit de 15-metergang een gang aangelegd van meer dan 200 meter lang in zuidelijke richting.
In het pompstation werd in de put door middel van een zuigerpomp het water opgepompt en overgebracht naar een reservoir met een capaciteit van 125 kubieke meter. Vanuit dat reservoir ging het drinkwater zonder enige behandeling het drinkwaternet in en kwam het water onbewerkt bij de Geuldalbewoners. Per uur had het pompstation een capaciteit van 40 kubieke meter per uur en ongeveer 200.000 kubieke meter per jaar.
De groeve heeft een oppervlakte van ongeveer 1056 vierkante meter.

## Geologie
De groeve is uitgehouwen in het onderste deel van de Kalksteen van Nekum uit de Formatie van Maastricht.